# Ester Carloni
Ester Carloni, nata Esterina Carloni (Guardiagrele, 27 gennaio 1905 – Roma, 6 aprile 1996), è stata un'attrice italiana.

## Biografia
Esponente della filodrammatica napoletana all'inizio del secolo scorso, assieme ai fratelli Maria, Pietro, Ettore e Adelina che recitano con i De Filippo (Pietro diverrà anche marito di Titina De Filippo e Adelina moglie di Peppino De Filippo). Arriva al cinema molto tardi, sostenendo una piccola parte in Il nemico di mia moglie (1959) di Gianni Puccini. A cavallo degli anni sessanta, interpreterà qualche altra pellicola di discreto rilievo in ruoli di comprimaria, tra le quali Totò, Fabrizi e i giovani d'oggi (1960) di Mario Mattoli, nel ruolo di zia Adelaide. Nel 1961 Vittorio Caprioli la vuole per il suo Leoni al sole. In teatro, all'inizio degli anni sessanta recita con Pupella Maggio e Lilla Brignone in In memoria di una signora amica di Giuseppe Patroni Griffi. 
Nella quadrilogia dei film di Piedone interpretati da Bud Spencer, ha il ruolo di Assuntina, la venditrice abusiva di sigarette.
Presente negli anni successivi in film di minor impegno, che non ne valorizzano il talento, è ad esempio la nonna di Alvaro Vitali in Pierino medico della S.A.U.B. (1981), mentre dovrà aspettare la sua ultima pellicola nel 1992 per un'altra buona occasione: verrà infatti chiamata per interpretare l'annebbiata zia Esterina in Io speriamo che me la cavo, diretto da Lina Wertmüller.
Altra sua interpretazione fu nel film per la televisione Sabato, domenica e lunedì dove, interpretò il ruolo della vecchia domestica Addolorata, accanto a Pupella Maggio e Nuccia Fumo, entrambe ultraottantenni.

## Filmografia

Ester Carloni in Anima persa (1977)

### Cinema
- Il nemico di mia moglie, regia di Gianni Puccini (1959)
- Il generale Della Rovere, regia di Roberto Rossellini (1959)
- Nata di marzo, regia di Antonio Pietrangeli (1960)
- Totò, Fabrizi e i giovani d'oggi, regia di Mario Mattoli (1960)
- Il federale, regia di Luciano Salce (1961)
- Un giorno da leoni, regia di Nanni Loy (1961)
- Leoni al sole, regia di Vittorio Caprioli (1961)
- I motorizzati, regia di Camillo Mastrocinque (1962)
- Canzoni, bulli e pupe, regia di Carlo Infascelli (1964)
- Il magnifico cornuto, regia di Antonio Pietrangeli (1965)
- Made in Italy, regia di Nanni Loy (1965)
- Le fate, episodio Fata Marta, regia di Antonio Pietrangeli (1966)
- La caduta degli dei, regia di Luchino Visconti (1969)
- Amore e ginnastica, regia di Luigi Filippo D'Amico (1973)
- Piedone lo sbirro, regia di Steno (1973)
- Una vergine in famiglia, regia di Mario Siciliano (1975)
- La pupa del gangster, regia di Giorgio Capitani (1975)
- Piedone a Hong Kong, regia di Steno (1975)
- Tre tigri contro tre tigri, regia di Sergio Corbucci e Steno (1977)
- Anima persa, regia di Dino Risi (1977)
- Piedone l'africano, regia di Steno (1978)
- Tutti a squola, regia di Pier Francesco Pingitore (1979)
- Piedone d'Egitto, regia di Steno (1979)
- L'ingorgo, regia di Luigi Comencini (1979)
- Non ti conosco più amore, regia di Sergio Corbucci (1980)
- Ciao marziano, regia di Pier Francesco Pingitore (1980)
- Café Express, regia di Nanni Loy (1980)
- Prima che sia troppo presto, regia di Enzo Decaro (1981)
- Pierino medico della S.A.U.B., regia di Giuliano Carnimeo (1981)
- Fantasma d'amore, regia di Dino Risi (1981)
- In viaggio con papà, regia di Alberto Sordi (1982)
- I pompieri, regia di Neri Parenti (1985)
- La casa del sorriso, regia di Marco Ferreri (1988)
- L'ultima scena, regia di Nino Russo (1989)
- Sabato, domenica e lunedì, regia di Lina Wertmüller (1990)
- Io speriamo che me la cavo, regia di Lina Wertmüller (1992)

### Televisione
- Caravaggio, regia di Silverio Blasi – miniserie TV (1967)
- Il cappello del prete, regia di Sandro Bolchi – miniserie TV (1970)
- Sogni e bisogni – serie TV (1985)